# Cuscuta gigantea
Cuscuta gigantea är en vindeväxtart som beskrevs av Griffith. Cuscuta gigantea ingår i släktet snärjor, och familjen vindeväxter. Utöver nominatformen finns också underarten C. g. engelmannii.